# Gradina (Velika Kladuša)
Gradina falu Bosznia-Hercegovinában, a Bosznia-hercegovinai Föderáció Una-Szanai kantonjában. Közigazgatásilag Velika Kladušához tartozik.

## Fekvése
Bosznia-Hercegovina északnyugati részén, Bihácstól légvonalban 40, közúton 62 km-re északra, Velika Kladušától légvonalban 16, közúton 22 km-re keletre levő dombos, erdős vidéken, a horvát határ mellett, a Prosinja-patak völgye feletti dombokon fekszik. 

## Népessége
| Nemzetiségi csoport | Népesség 1991 | Népesség 2013 |
| ------------------- | ------------- | ------------- |
| Szerb               | 371           | 27            |
| Bosnyák             | 334           | 298           |
| Horvát              | 0             | 0             |
| Jugoszláv           | 2             | 0             |
| Egyéb               | 0             | 27            |
| Összesen            | 707           | 352           |